# مقاطعة قبادلي
قبادلي (بالأذرية: Qubadlı rayonu) هي مقاطعة في أذربيجان. تسيطر على المقاطعة جمهورية مرتفعات قرة باغ المنفصلة، وتعدها جزءاً من مقاطعة قاشاتاق، منذ حرب ناغورنو قرة باغ. بلغ عدد السكان 28,110 وفقاً لآخر تعداد سوفيتي أجري في عام 1989. وفقاً لبيانات أذربيجانية غير مؤرخة بلغ عدد السكان 34,100 نسمة.